# America's Most Wanted (televisieprogramma)
America's Most Wanted (AMW) is een langlopend, Amerikaans televisieprogramma, dat probeert criminelen op te sporen met behulp van tips van kijkers. Het programma wordt sinds 7 februari 1988 op de televisie vertoond. Het wordt gepresenteerd door John Walsh, die besloot een opsporingsprogramma te maken nadat zijn zoon Adam in 1981 was verkracht en vermoord.

## De gezochte criminelen
De eerste crimineel die werd opgepakt was David James Roberts, een ontsnapte, drievoudige moordenaar. Hij werd opgepakt in Staten Island, New York.
Tot november 2010 zijn er 1136 criminelen gearresteerd, niet alleen in de VS maar ook in bijvoorbeeld Canada, Mexico, Brazilië, Puerto Rico, Guatemala en zelfs in Europese landen zoals Frankrijk. Het programma werkt samen met o.a. de FBI.

## Oorsprong
Het grootste deel van het programma is gebaseerd op het Duitse Aktenzeichen XY... ungelöst en het Engelse Crimewatch. Ook het Nederlandse Opsporing Verzocht lijkt hierop.